# Rafael Benet
Rafael Benet i Vancells (Tarrasa, 2 de junio de 1889 - Barcelona, 16 de enero de 1979) fue un pintor, crítico  de arte e historiador del arte español.

## Biografía
Se formó en Tarrasa, con su tío, el pintor paisajista Joaquim Vancells, y posteriormente en Barcelona, en la Escuela de Arte de Francesc d'Assís Galí (1908 a 1912). Desde 1910 fue miembro del Círculo Artístico de San Lucas, del que fue su presidente entre 1928 y 1930 y uno de los impulsores del Gremio de Artistas de Tarrasa (1914-1918). En 1916 realizó una exposición individual en las Galerías Layetanas, en la que presentó obras de estética novecentista. Seguidamente asumió influencia de Cézanne, que queda patente en las obras que presentó en las exposiciones de arte organizadas por el Ayuntamiento de Barcelona a partir de 1918, formando parte de la Agrupación Courbet y de Las Artes y los Artistas.
La adquisición por el Museo Nacional de Arte de Cataluña de La lluvia (1920) y Los Nogales (1921) significó el reconocimiento de Benet como uno de los protagonistas del relevo generacional que se produjo en el arte catalán alrededor de 1917. Siguió una exitosa serie de exposiciones individuales iniciada en 1924 en la sala el Camarín de Barcelona y continuada en la sala Parés, hasta el 1933, en la que predominaban los paisajes del Vallès, Corbera de Llobregat, Olot y Tosa de Mar.

## Primeras publicaciones
En 1922, publicó su primera obra, una monografía sobre el pintor Joaquín Vayreda, patriarca de la escuela pictórica olotina. Posteriormente publicó pequeñas monografías de Antoni Badrinas, Jaume Guardia, Bosch Roger y Joan Rebull (1926 y 1931). Simultáneamente ejerció la crítica de arte en los periódicos El día, de Tarrasa, La Publicitat y La Veu de Catalunya. En este último, colaboró regularmente entre 1923 y 1936.
Los artículos de Benet (firmadas en 1929 y 1930, con el seudónimo Baiarola) en La Veu de Catalunya configuran una detallada crónica de la vida artística catalana durante los años veinte y treinta del siglo XX. En 1925, asumió la dirección de la revista La Ciutat i la Casa, que en 1928 se fusionó con la Gaseta de les Arts, de la que fue subdirector.
El mismo año 1925 viajó a París a raíz de la Exposición Internacional de Artes Decorativas e Industriales Modernas y descubrió la obra de Le Corbusier, del que fue admirador y al que dio a conocer en Cataluña.

## Tosa de Mar
En 1928, comenzó a frecuentar Tosa, donde se convirtió en el aglutinador de la colonia de artistas que veraneaba en esta localidad de la Costa Brava, de lo que dejó constancia en el artículo Tossa, babel de las Artes que publicó en la revista Art en 1934. Fue también el impulsor del museo de arte contemporáneo de la localidad, inaugurado en 1935, y participó en la organización de las Exposiciones de primavera organizadas por el Ayuntamiento de Barcelona de 1932 y 1935.
A raíz del estallido de la Guerra Civil, en 1936, se fue del país y pasó por Francia y por Bélgica. Volvió a Barcelona en 1939.

## La posguerra
En la posguerra, abandonó la crítica de arte y se concentró en la redacción de monografías sobre artistas que había conocido o admiraba como Manolo Hugué (1942), Darío de Regoyos (1945), Velázquez (1946), Isidro Nonell ( 1947), Antonio Viladomat (1947), Xavier Nogués (1949), Joaquim Vancells (1954) o Joaquim Sunyer (1975). Publicó asimismo síntesis sobre el futurismo y el dadaísmo (1949), el impresionismo (1953) y el simbolismo (1953), que en su momento alcanzaron un eco importante.
Entre 1940 y 1952 realizó numerosas exposiciones individuales y encontró en la terraza del Café de Biel de Tosa el tema más representativo de toda su obra. En las obras de la serie del Café de Biel, la influencia cezaniana se ve sustituida por un acercamiento a la estética de los nabis. En 1947, participó, en Madrid, en el Salón de los Once, que inspiraba Eugenio d'Ors.
En 1955, recibió el encargo de realizar el inventario del patrimonio artístico de Andorra, que no llegó a ver la luz.

## Exposiciones antológicas
En 1960 y 1966 se realizaron sendas exposiciones de carácter antológico de la obra de Rafael Benet en las Galerías Syra de Barcelona. En 1964, la Dirección General de Bellas Artes del Ministerio de Cultura organizó una exposición antológica en Madrid sobre su obra. En 1969, ingresó en la Real Academia Catalana de Bellas Artes de San Jorge leyendo en ella el discurso, El Ritmo Universal, compendio de su ideario estético. Otras exposiciones de homenaje le fueron dedicadas los años 1969-70 y de forma póstuma en 1979 y 1997. 

## Obra
Su obra se encuentra expuesta en el Museo Nacional de Arte de Cataluña, el Museo Nacional Centro de Arte Reina Sofía, la Colección Carmen Thyssen-Bornemisza y también en los museos de Figueras, Montserrat, Olot, Tarrasa, Tosa, Valls, Vendrell y en la Biblioteca Museo Víctor Balaguer de Villanueva y Geltrú. La Fundació Antiga Caixa Terrassa posee también una importante colección del pintor.